# Robert Hanf

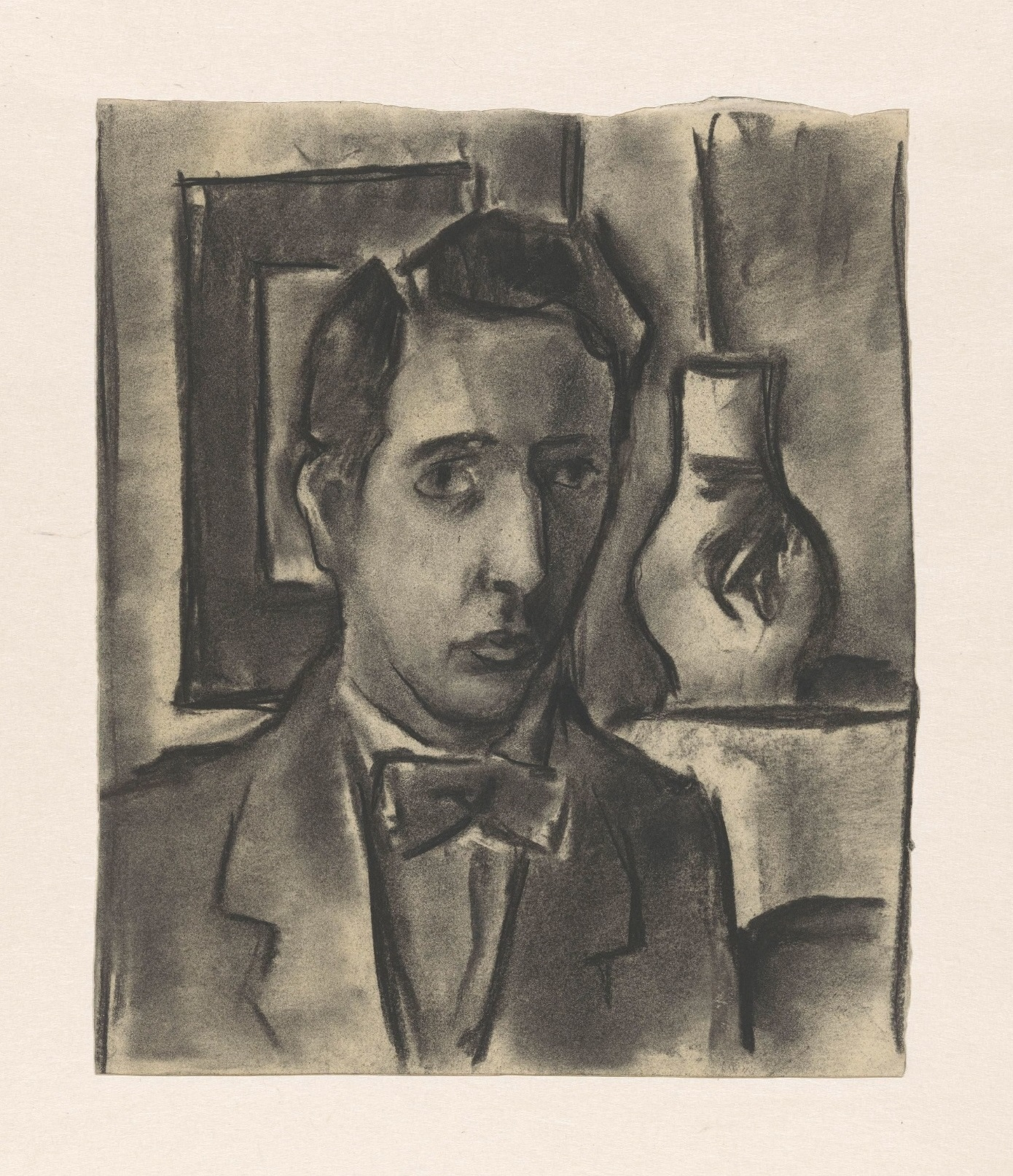
Selbstporträt, c. 1920

Robert Hanf, auch Bob Hanf (geboren 25. November 1894 in Amsterdam; gestorben 30. September 1944 in Auschwitz) war ein niederländisch-jüdischer Komponist, Künstler und Schriftsteller.

## Leben
Er war der Sohn von Josef Hanf und Laura Romberg, die aus Westfalen kurz nach ihrer Heirat emigriert waren. Zu seinen Kunstlehrern zählte George Hendrik Breitner, Hanf fertigte Kohlezeichnungen im expressionistischen Stil. Als Autor verfasste er Theaterstücke, Romane und Gedichte. Er studierte außerdem Violine bei Louis Zimmermann und Komposition bei Cornelis Dopper. Zeitweise wirkte er als Geiger in der Arnheimer Orchestervereinigung unter Martin Spanjaard. Ab 1928 verlegte er sich mehr aufs Komponieren. Hanf schrieb eine Oper, Orchesterwerke, Kammermusik, darunter Streichquartette und Werke für Violine, sowie Lieder zu Texten von Rilke, Kafka, Morgenstern und Goethe.
Als Helfer des Widerstands und als Jude musste er nach dem Einmarsch der NS-Truppen untertauchen. Am 23. April 1944 wurde er festgenommen und zunächst in das Durchgangslager Westerbork, dann nach Auschwitz verschleppt, wo er noch Ende September des Jahres ermordet wurde.